# 熊谷染
熊谷染（くまがやぞめ）は、埼玉県熊谷市で行われている染色技法の総称である。埼玉県の伝統的手工芸品に指定されている。

## 概要
熊谷染とは友禅、小紋、小紋という三つの技法からなり、熊谷染という染色技法がある訳ではない。この名称は戦後、展示会や見本市の場で使用されるようになり、昭和37年（1962年）に熊谷市捺染振興協同組合が設立された際に採用されたものである。熊谷地域に伝わる染色は、もともと型紙を使って細かな紋様を染め出す「型染め」の技法が特徴だったが、大正時代に「手描き友禅」の技法が導入されると、「型染め」「手描き友禅」の双方の反物が製作されるようになった。
このうち友禅の技法は昭和53年（1978年）に「熊谷染 友禅」として、小紋の技法は昭和54年（1979年）に「熊谷染 小紋」として埼玉県の伝統的手工芸品に指定されている。なお、かつては特定非営利活動法人「熊谷染継承の会」の申請により地域団体商標に登録されたが、2021年に熊谷染の生産業者1社の請求により商標登録無効の審決が出された。

## 歴史
熊谷は古くから木綿の産地であり、戦国時代には武蔵木綿、また綿織物の産地として知られた。また、平安時代初期に平良文が熊谷郷村岡に下向した際に織物市が立てられたという記録や、戦国時代に忍城主・成田氏長から家臣の長野氏に宛て木綿売買のための宿を開設するように命じた書状が残されている。
熊谷で染色が始まった時期は定かでないが、江戸時代中期に入り庶民の間で染色が普及したのと同じ時期に、熊谷でも染色が行なわれるようになったと推測される。藍玉や紅花の生産が盛んになり、武士階級への着物の需要が拡大したことに伴い、安政年間（1854年から1860年）には細かな紋様の江戸小紋の技法が導入されるなど染色技術が発展。天保12年（1841年）に市内の高城神社に奉納された青銅常夜燈によれば38人の熊谷在住の紺屋業者の名が記されている。
明治以降、藍玉や紅花の生産に代わって養蚕が盛んになったことで、木綿から絹が用いられるようになり、インド産の綿花や化学染料の輸入が始まった。また、従来に手工業に代わり工業化、分業化がなされるなど近代化が促進した。
星川周辺には清涼な湧水を求め、江戸末期から染色業者が集まるようになり、大正3年（1914年）ころには型彫屋、上絵師、染工場などの業者からなる染物町を形成、昭和30年代ころまでは星川で染物が水洗いをされていた。昭和40年代には市街地を流れる星川の周辺に70から80軒ほどの染色業者や型紙業者が軒を連ねたが、需要の停滞や後継者不足などから、平成に入った現在では2から3軒の業者が残るのみとなっている。